# Утея. 22 липня
«Утея. 22 липня» (норв. Utøya 22. juli, міжнародна назва — англ. U – July 22) — норвезький драматичний фільм-трилер 2018 року, поставлений режисером Еріком Поппе про терористичну атаку 22 липня 2011 на молодіжний табір на острові Утея, в результаті якої загинули 69 осіб. Фільм брав участь в конкурсній програмі 68-го Берлінського міжнародного кінофестивалю, де 19 лютого 2018 відбулася його світова прем'єра.

## Сюжет
Фільм починається документальними кадрами з Осло, де 22 липня 2011 року озброєний правий екстреміст Андерс Беринг Брейвік підірвав начинений вибухівкою автомобіль, від чого загинуло вісім осіб. Потім дія переноситься на острів Утея.
Камера слідує за 19-річною Каєю, яка проводить тут кілька святкових днів зі своєю молодшою сестрою Емілі. Між ними виникає суперечка, бо Емілі не в настрої від перебування в таборі і не має абсолютно ніякого бажання йти на барбекю, тож Кая йде сама. Несподівано чується перший постріл. З цього пострілу починається знята одним кадром 72-хвилинна реконструкція подій, представлених очима жертв: відчайдушні пошуки Каєю Емілі; страх в очах молодих людей; їхня втеча до лісу; розпачлива надія на порятунок. І невідомий вбивця, який все ближче і ближче.

## У ролях
| • Андреа Бернцен             | … | Кая                |
| • Александер Голмен          | … | Магнус             |
| • Бреде Фристад              | … | Петтер             |
| • Еллі Ріаннон Мюллер Осбурн | … | Емілі              |
| • Сольвейг Куле Біркеланд    | … | травмована дівчина |
| • Сорош Садат                | … | Ісса               |
| • Ада Ейде                   | … | Кароліна           |

## Знімальна група
- Автори сценарію — Сів Раддендрам Еліасен, Анна Баш-Віїг
- Режисер-постановник — Ерік Поппе
- Продюсери — Фін Г'єрдрум, Штейн Б. Кває
- Виконавчі продюсери — Ерік Поппе, Ян Петтер Дікман
- Лінійний продюсер — Рой Андерсон
- Оператор — Мартін Оттербек
- Композитор — Вольфганг Плаґґе
- Монтаж — Ейнар Егеланд
- Художник-постановник — Гаральд Егеде-Ніссен
- Художник з костюмів — Ріккн Сімонсен

## Нагороди та номінації
| Список нагород та номінацій           | Список нагород та номінацій | Список нагород та номінацій | Список нагород та номінацій | Список нагород та номінацій | Список нагород та номінацій |
| Кінофестиваль/Кінопремія              | Рік                         | Категорія                   | Номінант(и)                 | Результат                   | Дж                          |
| ------------------------------------- | --------------------------- | --------------------------- | --------------------------- | --------------------------- | --------------------------- |
| Берлінський міжнародний кінофестиваль | 2018                        | Золотий ведмідь             | Утея. 22 липня              | Номінація                   |                             |
| Європейський кіноприз                 | 15.12.2018                  | Найкращий оператор          | Мартін Оттербек             | Перемога                    | [ 4 ]                       |